# Włodzimierz Starkowski
Włodzimierz Starkowski (ur. 21 czerwca 1955) – polski brydżysta, Arcymistrz Światowy (PZBS), World Life Master (WBF), European Senior Grand Master (EBL).

## Wyniki brydżowe

### Rozgrywki krajowe
W rozgrywkach krajowych zdobywał następujące lokaty:
| Drużynowe mistrzostwa Polski | Drużynowe mistrzostwa Polski  | Drużynowe mistrzostwa Polski |
| Sezon                        | Drużyna                       | Pozycja                      |
| ---------------------------- | ----------------------------- | ---------------------------- |
| 2013/14                      | Ruch-AZS Politechnika Wrocław | 1                            |
| 2012/13                      | Ruch-AZS Politechnika Wrocław | 1                            |
| 2010/11                      | Ruch-AZS Politechnika Wrocław | 3                            |
| 2008/09                      | Sygnity AZS P Wrocław         | 2                            |
| 2007/08                      | Sygnity AZS P Wrocław         | 1                            |
| 2006/07                      | Sygnity AZS P Wrocław         | 1                            |
| 2003/04                      | Computerland AZS P Wrocław    | 1                            |
| 2002/03                      | AZS Politechnika Wrocław      | 2                            |
| 2001                         | Cronix AZS P. Wrocław         | 2                            |
| 2000                         | AZS Politechnika Wrocław      | 1                            |
| 1999                         | Evita AZS Wrocław             | 3                            |
| 1998                         | Evita AZS Wrocław             | 3                            |
| 1996                         | AZS Politechnika Wrocław      | 2                            |
| 1995                         | AZS Politechnika Wrocław      | 2                            |
| 1994                         | AZS Politechnika Wrocław      | 3                            |
| 1993                         | AZS Politechnika Wrocław      | 1                            |

| Mistrzostwa Polski Teamów | Mistrzostwa Polski Teamów | Mistrzostwa Polski Teamów | Mistrzostwa Polski Teamów |
| Rok                       | Typ                       | Kategoria                 | Pozycja                   |
| ------------------------- | ------------------------- | ------------------------- | ------------------------- |
| 2004                      | Otwarte                   | Open                      | 1                         |
| 1997                      | IMP                       | Open                      | 1                         |
| 1994                      | IMP                       | Open                      | 2                         |
| 1993                      | IMP                       | Open                      | 3                         |

| Mistrzostwa Polski Par | Mistrzostwa Polski Par | Mistrzostwa Polski Par | Mistrzostwa Polski Par |
| Rok                    | Kategoria              | Partner                | Pozycja                |
| ---------------------- | ---------------------- | ---------------------- | ---------------------- |
| 1999                   | Open                   | Wojciech Olański       | 3                      |

### Zawody światowe
W zawodach światowych uzyskał następujące rezultaty.
| Mistrzostwa Świata. Konkurencja teamów | Mistrzostwa Świata. Konkurencja teamów | Mistrzostwa Świata. Konkurencja teamów | Mistrzostwa Świata. Konkurencja teamów | Mistrzostwa Świata. Konkurencja teamów | Mistrzostwa Świata. Konkurencja teamów |
| Rok                                    | Miejsce                                | Zawody                                 | Kategoria                              | Drużyna                                | Pozycja                                |
| -------------------------------------- | -------------------------------------- | -------------------------------------- | -------------------------------------- | -------------------------------------- | -------------------------------------- |
| 2014                                   | Sanya                                  | 14. Seria Mistrzostw Świata            | Open                                   | Mazurkiewicz                           | 1                                      |
| 2010                                   | Filadelfia                             | 13. Seria Mistrzostw Świata            | Open                                   | Budimex Poland                         | 33                                     |
| 2006                                   | Werona                                 | 12. Mistrzostwa Świata                 | Open                                   | Computerland                           | 65                                     |
| 2003                                   | Monte Carlo                            | 36. Mistrzostwa Świata Teamów          | Trans                                  | Computerland                           | 16                                     |
| 2002                                   | Montreal                               | 11. Mistrzostwa Świata                 | Open                                   | Olanski                                | 9                                      |
| 2001                                   | Paryż                                  | 35. Mistrzostwa Świata Teamów          | Trans                                  | Cronix AZS                             | 27                                     |
| 1998                                   | Lille                                  | 10. Mistrzostwa Świata                 | Open                                   | Kowalski                               | 33                                     |

| Mistrzostwa Świata. Konkurencja par | Mistrzostwa Świata. Konkurencja par | Mistrzostwa Świata. Konkurencja par | Mistrzostwa Świata. Konkurencja par | Mistrzostwa Świata. Konkurencja par | Mistrzostwa Świata. Konkurencja par |
| Rok                                 | Miejsce                             | Zawody                              | Kategoria                           | Partner                             | Pozycja                             |
| ----------------------------------- | ----------------------------------- | ----------------------------------- | ----------------------------------- | ----------------------------------- | ----------------------------------- |
| 2010                                | Filadelfia                          | 13. Mistrzostwa Świata              | Open                                | Michał Kwiecień                     | 94                                  |
| 2006                                | Werona                              | 12. Mistrzostwa Świata              | Open                                | Wojciech Olański                    | 10                                  |
| 2002                                | Montreal                            | 11. Mistrzostwa Świata              | Open                                | Wojciech Olański                    | 96                                  |
| 1998                                | Lille                               | 10. Mistrzostwa Świata              | Open                                | Wojciech Olański                    | 49                                  |

### Zawody europejskie
W europejskich zawodach zdobył następujące lokaty:
| Zawody europejskie. Konkurencja teamów | Zawody europejskie. Konkurencja teamów | Zawody europejskie. Konkurencja teamów | Zawody europejskie. Konkurencja teamów | Zawody europejskie. Konkurencja teamów | Zawody europejskie. Konkurencja teamów |
| Rok                                    | Miejsce                                | Zawody                                 | Kategoria                              | Drużyna                                | Pozycja                                |
| -------------------------------------- | -------------------------------------- | -------------------------------------- | -------------------------------------- | -------------------------------------- | -------------------------------------- |
| 2013                                   | Opatija                                | 12. Puchar Europy                      | Open                                   | Ruch SA AZS Politechnika Wroclaw       | 3                                      |
| 2009                                   | San Remo                               | 4. Otwarte Mistrzostwa Europy          | Open                                   | Sygnity                                | 17                                     |
| 2007                                   | Wrocław                                | 6. Puchar Europy                       | Open                                   | SAPW - Poland                          | 2                                      |
| 2005                                   | Teneryfa                               | 2. Otwarte Mistrzostwa Europy          | Open                                   | Computerland AZS PWR                   | 36                                     |
| 2004                                   | Barcelona                              | 3. Puchar Europy                       | Open                                   | CW-Poland                              | 2                                      |
| 2003                                   | Mentona                                | 1. Otwarte Mistrzostwa Europy          | Open                                   | Poletyło                               | 48                                     |

| Zawody europejskie. Konkurencja par | Zawody europejskie. Konkurencja par | Zawody europejskie. Konkurencja par | Zawody europejskie. Konkurencja par | Zawody europejskie. Konkurencja par | Zawody europejskie. Konkurencja par |
| Rok                                 | Miejsce                             | Zawody                              | Kategoria                           | Partner                             | Pozycja                             |
| ----------------------------------- | ----------------------------------- | ----------------------------------- | ----------------------------------- | ----------------------------------- | ----------------------------------- |
| 2009                                | San Remo                            | 4. Otwarte Mistrzostwa Europy       | Open                                | Piotr Tuszyński                     | 47                                  |
| 2007                                | Antalya                             | 3. Otwarte Mistrzostwa Europy       | Open                                | Stanisław Gołębiowski               | 27                                  |
| 2005                                | Teneryfa                            | 2. Otwarte Mistrzostwa Europy       | Open                                | Wojciech Olański                    | 26                                  |
| 2003                                | Mentona                             | 1. Otwarte Mistrzostwa Europy       | Open                                | Piotr Tuszyński                     | 7                                   |
| 2001                                | Sorrento                            | 11. Mistrzostwa Europy Par          | Open                                | Stanisław Gołębiowski               | 34                                  |
| 1999                                | Warszawa                            | 10. Mistrzostwa Europy Par          | Open                                | Wojciech Olański                    | 73                                  |
| 1997                                | Haga                                | 9. Mistrzostwa Europy Par           | Open                                | Wojciech Olański                    | 53                                  |
| 1996                                | Monte Carlo                         | 4. Mistrzostwa Europy Mikstów       | Mikst                               | Urszula Kowalska                    | 122                                 |
| 1993                                | Bielefeld                           | 7. Mistrzostwa Europy Par           | Open                                | Wojciech Olański                    | 35                                  |